# Lixophaga tenuis
Lixophaga tenuis är en tvåvingeart som beskrevs av Blanchard 1959. Lixophaga tenuis ingår i släktet Lixophaga och familjen parasitflugor. Inga underarter finns listade i Catalogue of Life.